# Dašt
Dašt nebo Dešt (urdsky دریائے دشت‎) je řeka na jihozápadě Pákistánu v provincii Balúčistán. Je 430 km dlouhá. U pramene se nazývá Gudri nebo Kil a na středním toku Keč.

## Průběh toku
Pramení v horách Mekran a teče převážně mírně kopcovitou krajinou. Ústí do zálivu Gvátar Arabského moře.

## Vodní režim
Vyšší vodní stavy jsou v létě. Režim je monzunový.